# مارت-اولاو نیکلوس
مارت-اولاو نیکلوس (استونیایی: Mart-Olav Niklus؛ زادهٔ ۲۲ سپتامبر ۱۹۳۴) سیاستمدار و نماینده سابق مجلس اهل استونی است.